# 海巡署4000噸級巡防救難艦
嘉義級巡防救難艦是海洋委員會海巡署以芬坎蒂尼集團VARD 7 125型艦發展而來的大型巡邏艦，於海巡艦隊中擔任前線指揮艦的角色。

## 發展
為替換老舊艦艇並增加現役艦艇數量，海洋委員會海巡署於2018年提出了「籌建海巡艦艇發展計畫（107–116）」，預計以新台幣426億餘元的預算為海巡署建造141艘新型艦艇，其中包含4艘4,000噸級的巡防救難艦。由於退役海軍中將李仲威接任海巡署長後極力推動「第二海軍」的概念，海巡署4,000噸級巡防救難艦會與中華民國海軍的新一代巡防艦採用相同載台，內部則因需支援南海等地區的人道救援工作而配備野戰醫院等級的醫療設施與醫護人員。
然而新一代巡防艦的研發並不順利，海巡署遂轉與義大利芬坎蒂尼集團Vard Marine公司簽訂設計合約，以該公司的VARD 7 125型艦為藍本發展新型巡防救難艦，艦體建造標案則於2018年7月18日由台灣國際造船得標，預計於2025年前完成全數4艘的量產。
嘉義艦2021年4月29日正式成軍後，海巡署即派遣該艦赴東沙島與太平島執行代號為「碧海專案」的運補任務，並將疑似確診2019冠状病毒病的海巡隊員接回台灣本島。

## 設計

### 艦體與武裝
由於嘉義級艦隸屬於執法單位，其艦上僅安裝一座鎮海火箭彈系統與兩座近程自動化防禦武器系統，另安裝三座射程達120公尺的高壓水砲以執行驅離任務。在艦體方面，以「海巡署4000噸級巡防救難艦」名義建案的嘉義級巡防艦實際排水量超過5,000噸，採用兩具可變螺距螺旋槳，艦艏增設一個橫向輔助推進器，船艦兩側設有電腦自動控制的穩定鰭，可於10級強風中維持艦身穩定。此外，其艦艉設有直升機飛行甲板與機庫，可供中華民國國軍的UH-60M通用直升機、S-70C反潛直升機與內政部空中勤務總隊的AS365直升機起降，以撤離傷病患或進行垂直整補，然空勤總隊對於是否協同出海執行任務仍在研議。由於各項系統的自動化程度較高，本級艦僅需50名船員就能操作各項子系統。
2021年底，嘉義級二號艦新竹艦（CG5002）於廠試時發現艦艇後側的救生艙口容易進浪，故在返回船廠時進行艙口縮小工程以解決此問題。本修改也導致新竹艦的交艦時間由2021年底延至2022年3月。

### 通訊設備
嘉義級巡防救難艦上裝有中頻、高頻、甚高頻、超高頻等無線電通訊天線並同時具備中科院「維星系統」，可與海巡署構建的「海巡智慧船舶指揮管理系統」（CGICS）連線。本級艦在CGICS系統中擔任前線指揮艦的角色，負責與岸上指揮中心通聯，並可管制安平級巡防救難艦、苗栗級巡防救難艦與其他較小的海巡艦艇進行作業。為確保通訊穩定，此系統以無線隨意網路技術串聯各單位，且全系統的訊號皆採用跳频扩频技術以免受到干擾。

### 醫療設備
定位為「人道救難艦」的嘉義級巡防救難艦設有診療室、手術室、牙科室、燒燙傷處理室、復溫室、普通病房與負壓隔離病房，其餘設備皆比照野戰醫院等級設置。由於海巡署培訓體系中無醫官，本級艦的醫事人員國軍派遣軍職人員駐艦。

## 同級艦
資料來源
| 舷號   | 艦名   | 承造船廠     | 起造日期      | 安放龍骨日期   | 下水日期       | 交船日期      | 狀態           | 備註 |
| ------ | ------ | ------------ | ------------- | -------------- | -------------- | ------------- | -------------- | ---- |
| CG5001 | 嘉義艦 | 台灣國際造船 | 2019年4月30日 | 2019年10月30日 | 2020年6月2日   | 2021年4月29日 | 部署中部機動隊 |      |
| CG5002 | 新竹艦 | 台灣國際造船 | 2020年3月11日 | 2020年8月28日  | 2021年4月29日  | 2022年3月25日 | 部署北部機動隊 |      |
| CG5003 | 雲林艦 | 台灣國際造船 | 2021年6月28日 | 2021年12月27日 | 2022年12月12日 | 2024年3月9日  | 部署南部機動隊 |      |
| CG5005 | 台北艦 | 台灣國際造船 | 2022年11月9日 | 2023年5月19日  | 2024年3月9日   |               | 已下水         |      |

## 圖集

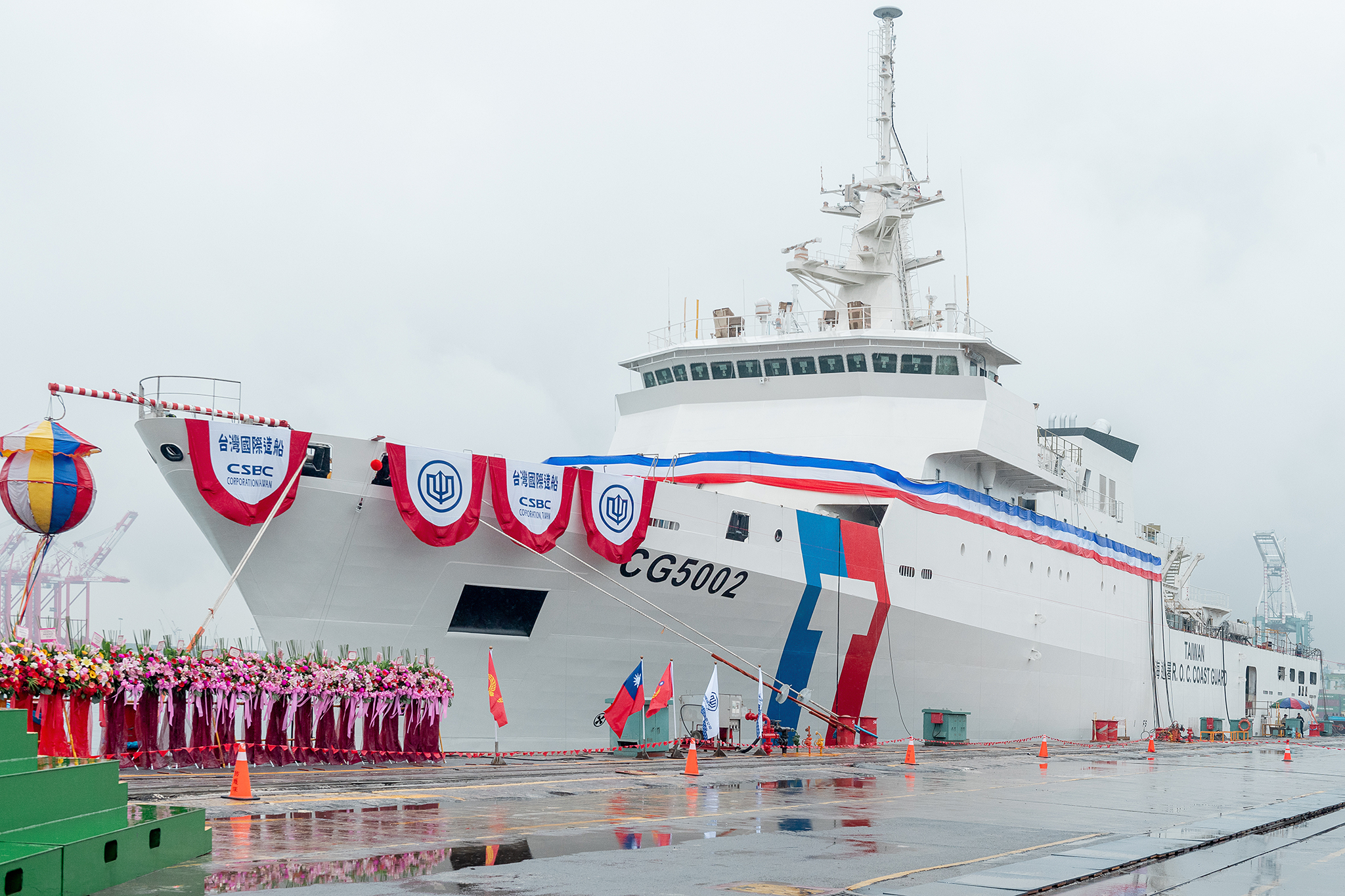
新竹艦（CG5002）
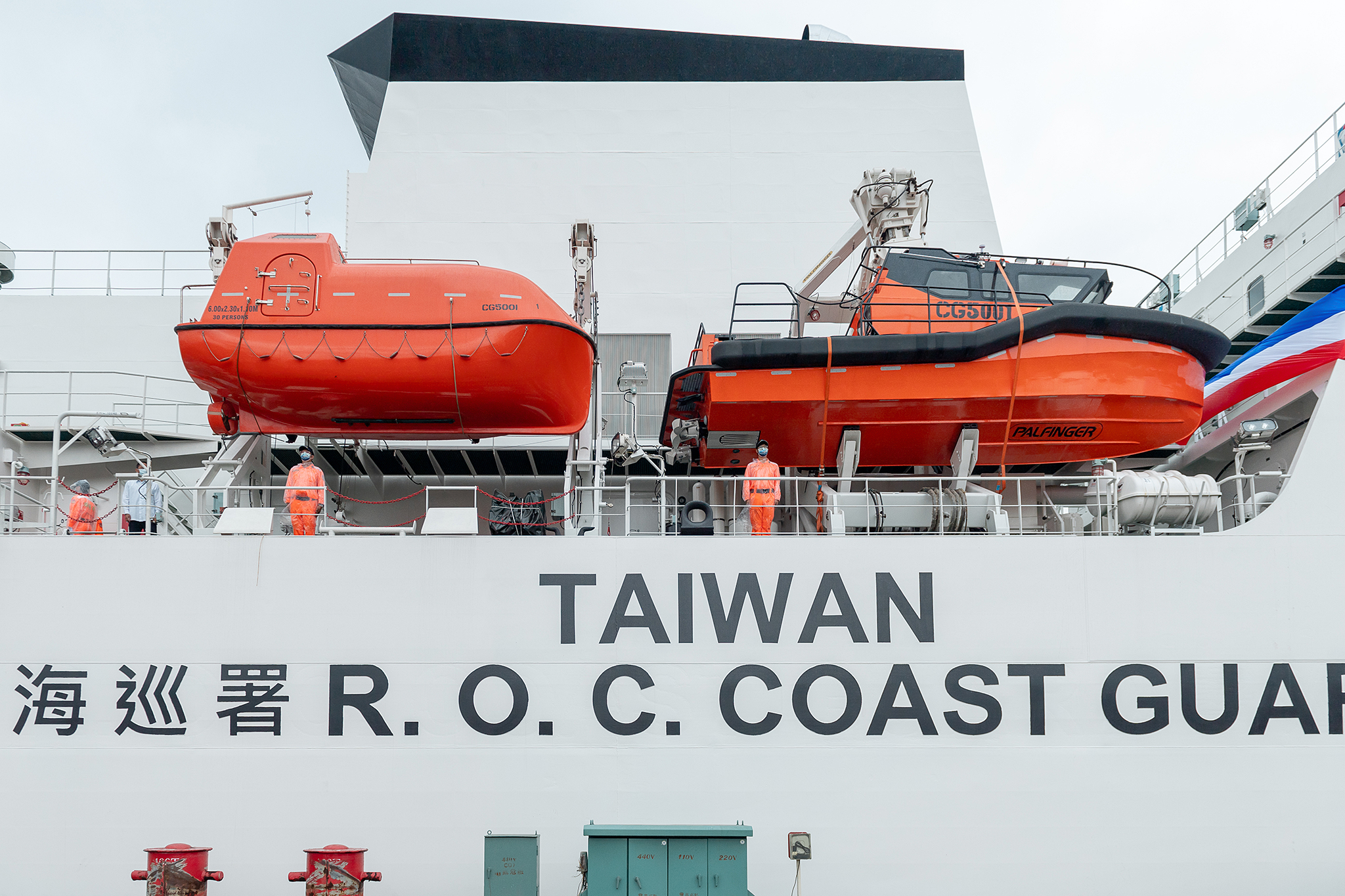
嘉義艦右舷懸掛的小艇
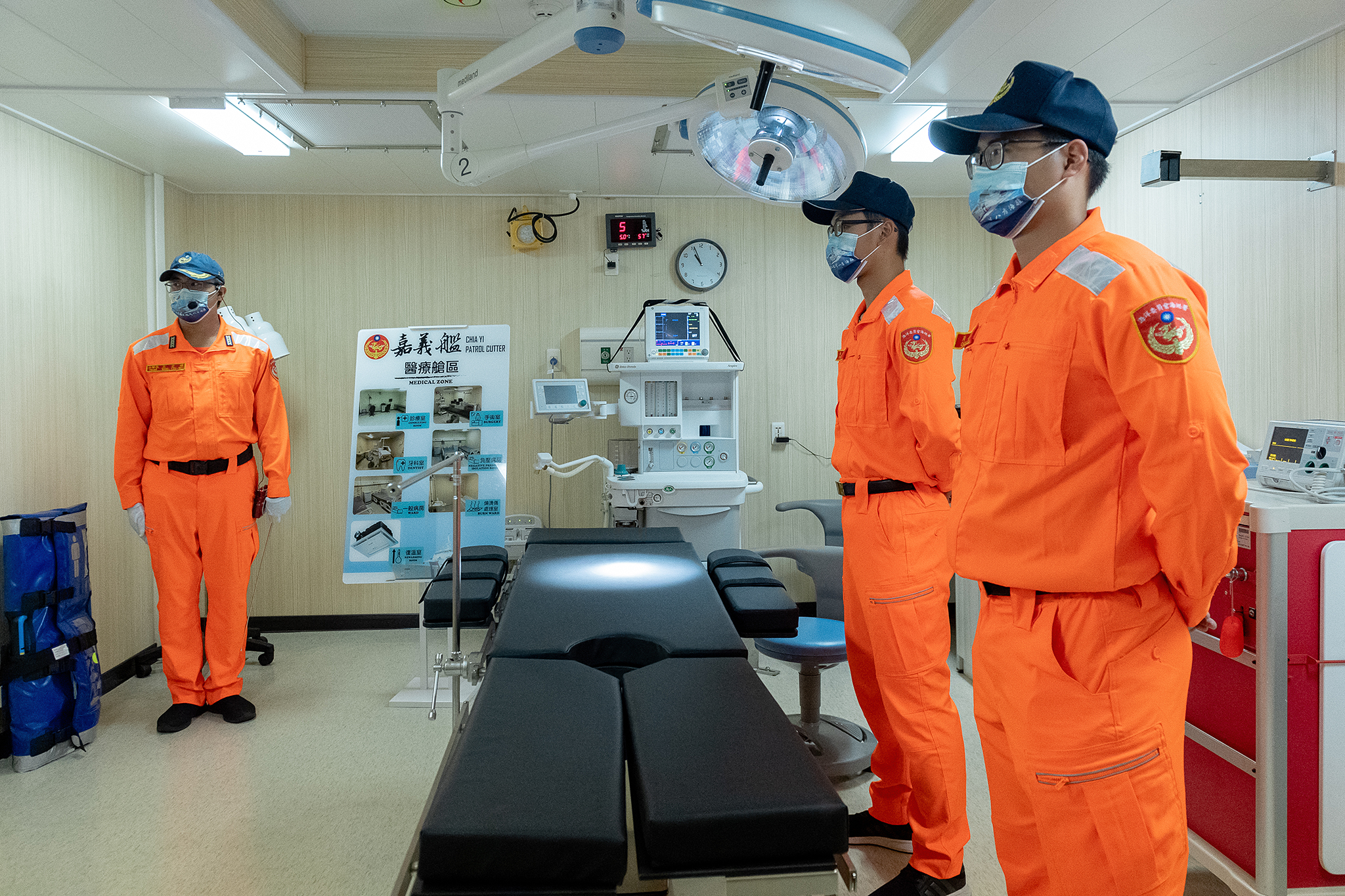
嘉義艦的手術室
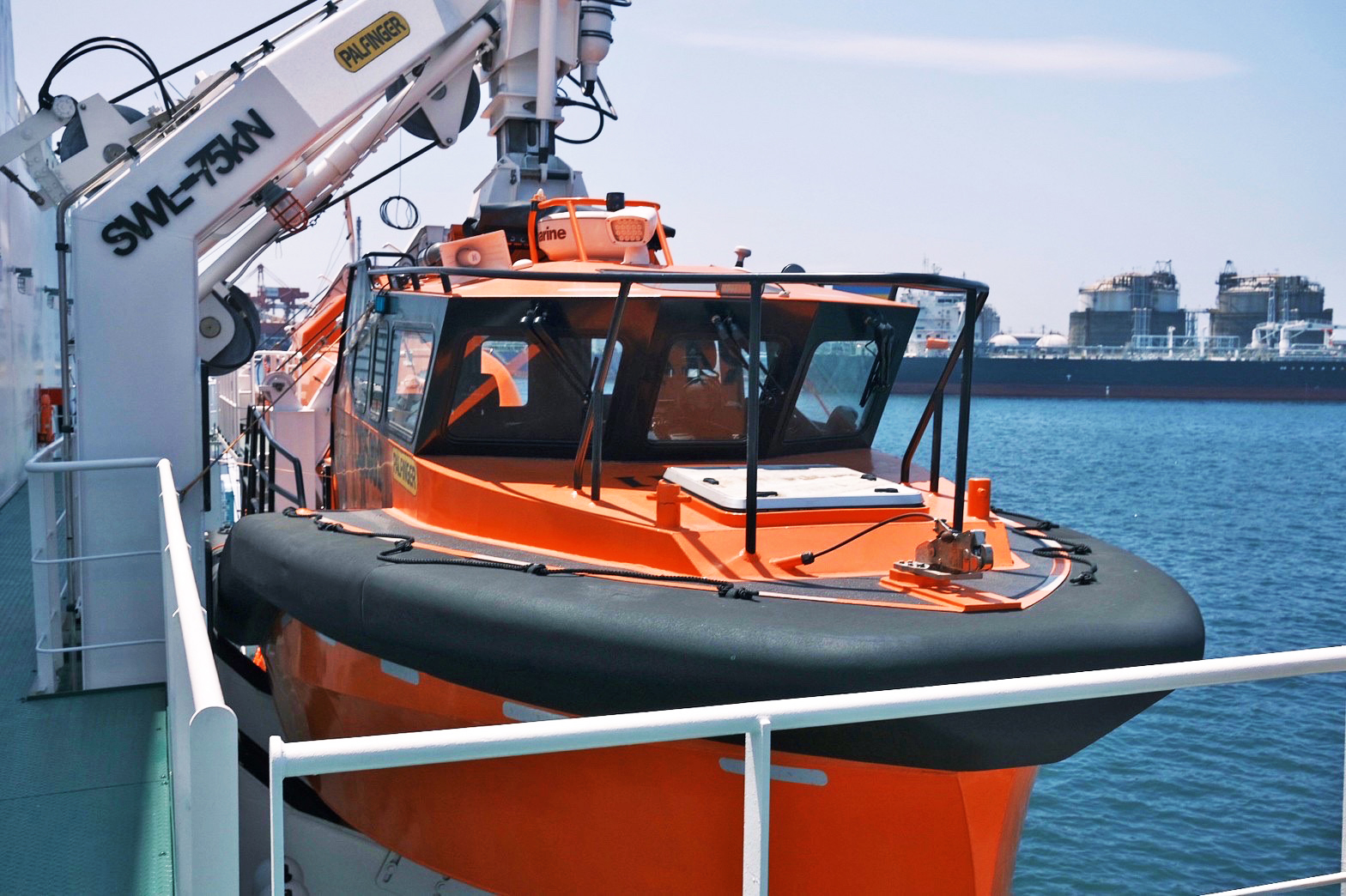
新竹艦的小艇
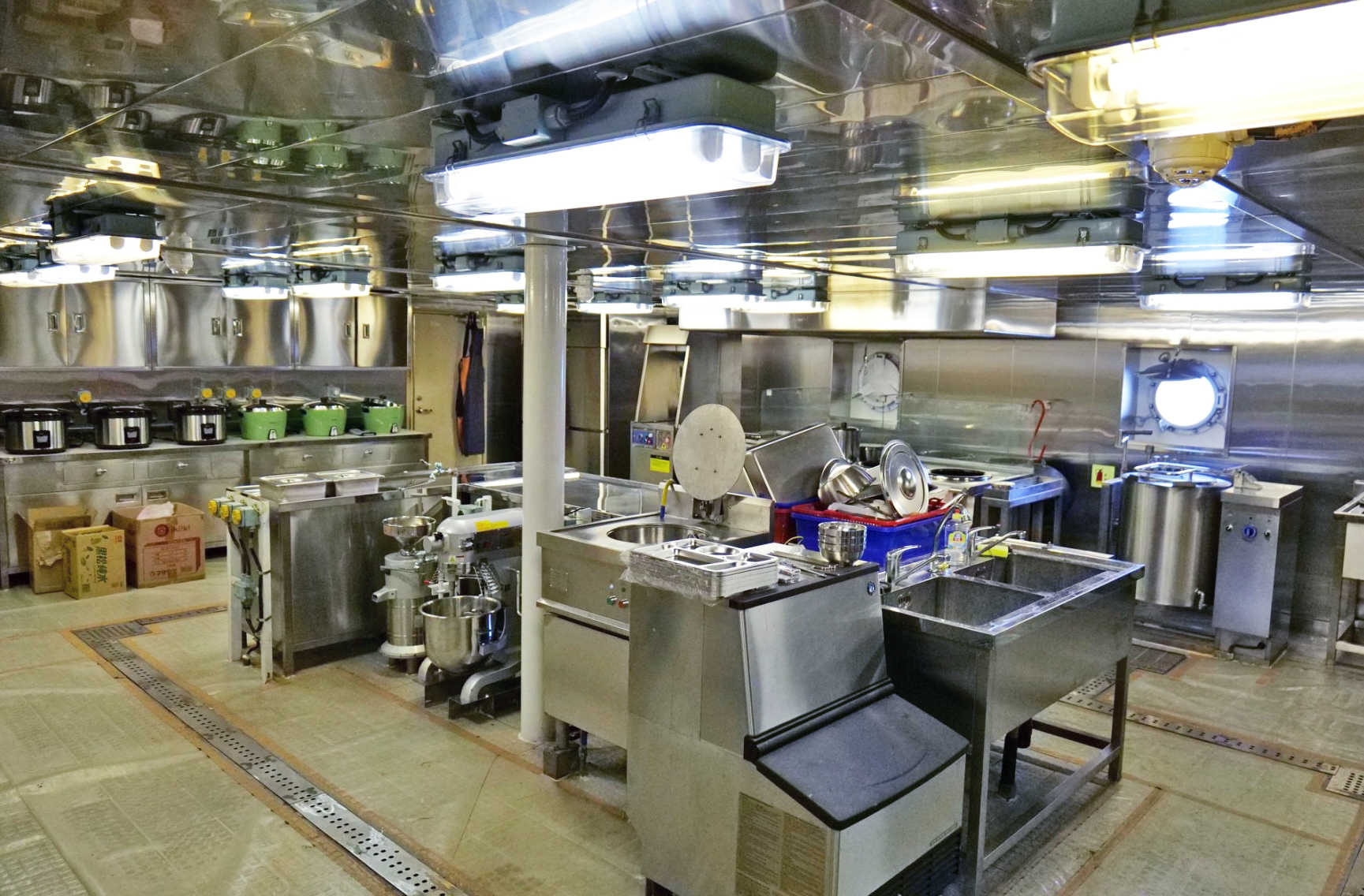
新竹艦的廚房
新竹艦的負壓病房
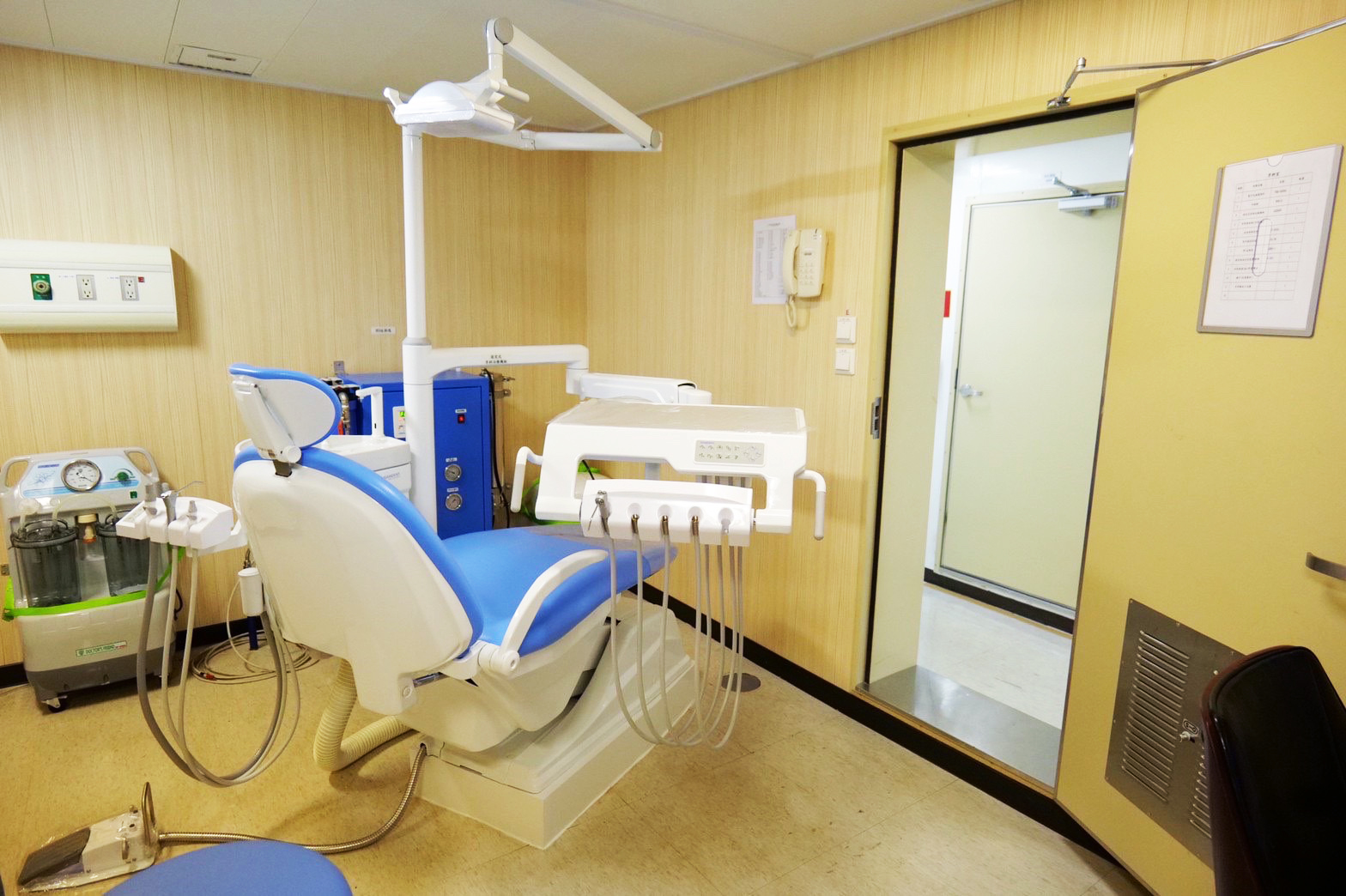
新竹艦的牙科室
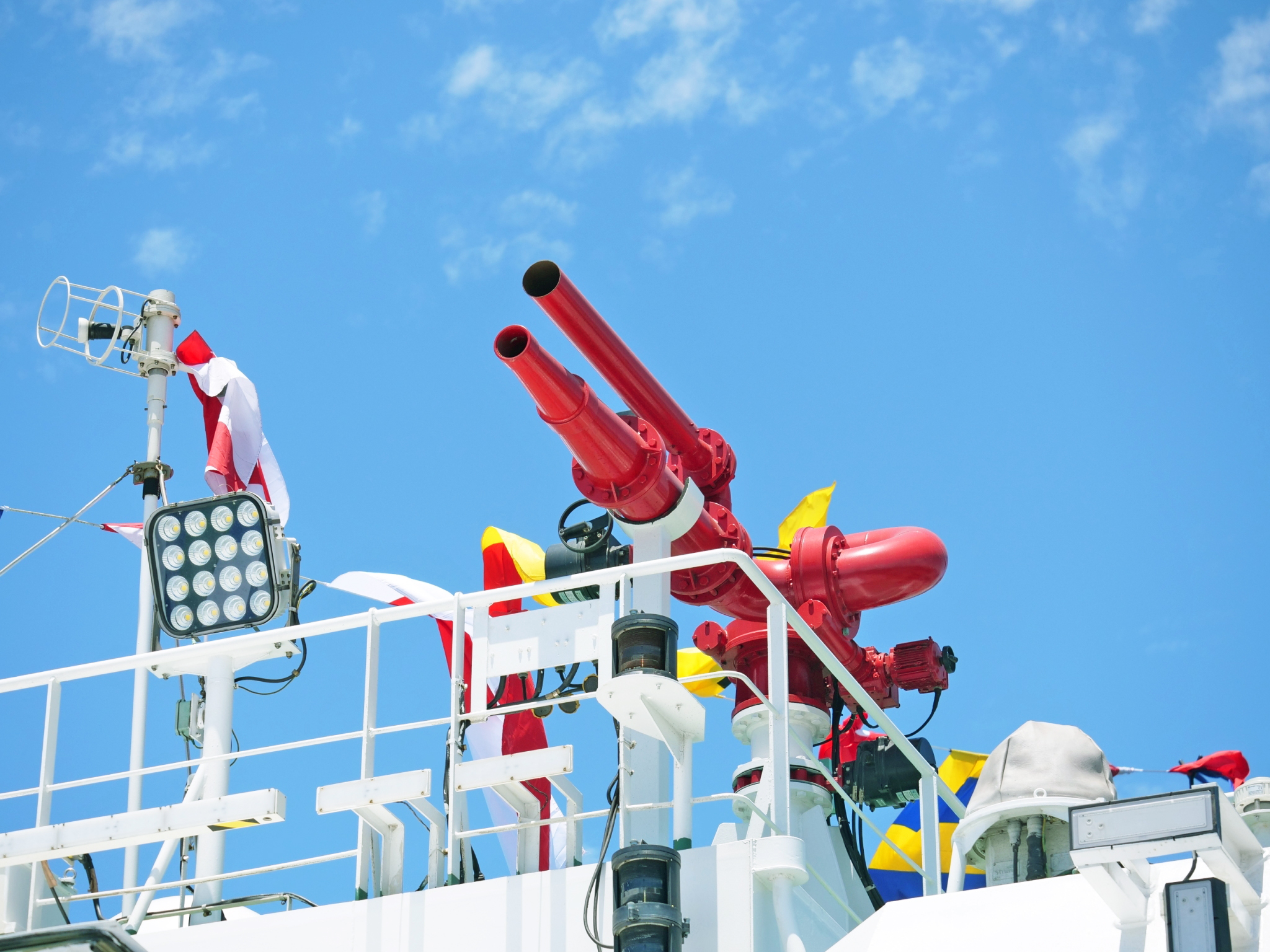
艦上的高壓水槍